# Tinca tinca
La tenca (Tinca tinca) es un pez de agua dulce clasificado taxonómicamente en el orden Cypriniformes y en la familia Cyprinidae, siendo la única especie del género Tinca. Excepcionalmente puede llegar a vivir hasta 20 años y pesar 3,5 o 4 kg,. El tamaño medio de los ejemplares es de 25 a 30 cm, aunque se han encontrado ejemplares cercanos al metro de largo. Su cuerpo es alargado y el pedúnculo caudal corto y alto. La coloración varía de verdosa a parda dependiendo del medio en que viva. La textura del tegumento es mucosa más que escamosa.

## Características

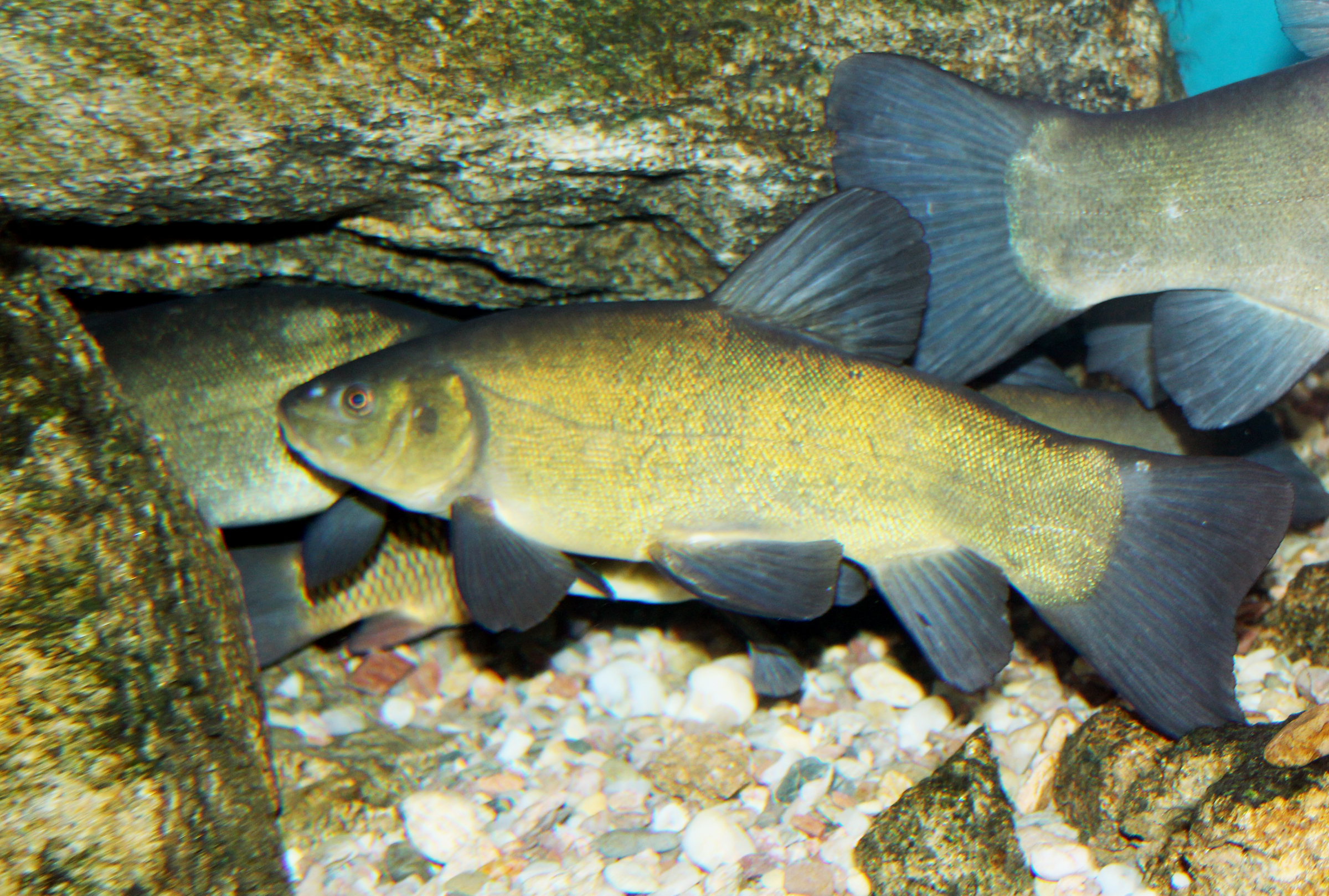
En exhibición en el "Subaqueous Vltava" (bajo las aguas del rio Moldava), Praga.

Habita en aguas tranquilas, preferentemente en charcas y estanques, aunque se puede encontrar en zonas de mayor corriente, como los ríos; no obstante, en éstos prefiere las zonas de tablas o pozas a los rápidos. Requiere de mucha vegetación en los márgenes del curso de agua, pues tiende a cobijarse entre la masa vegetal. Posee una gran tolerancia a la baja oxigenación de las aguas, lo que las hace muy aptas para la cría en estanques; tampoco requieren aguas de gran calidad, en cuanto a otras características.
T. tinca presenta dimorfismo sexual: los machos, a diferencia de las hembras, poseen las aletas pectorales con los primeros radios típicamente engrosados y un engrosamiento característico en el punto de inserción de dichas aletas. Igualmente, las aletas ventrales de los machos tienen el radio o nervio exterior claramente engrosado, son de mayor tamaño y plegadas cubren el orificio anal, situación que no se produce en las hembras.

## Caracteres de identificación
A nivel de familia, se reconoce por la presencia de una aleta dorsal cuya longitud es menos del doble que la anal. Posee bajo su boca un par de barbillones.
A nivel de género y especie, se reconoce porque la boca posee una situación terminal en la cabeza. Los dientes faríngeos son uniseriales. Las escamas son de pequeño tamaño; poseen más de 80 de ellas en la línea lateral. Las aletas carecen de radios espinosos.

### Morfología
La tenca tiene forma de carpa robusta y piel verde oliva, más oscura por encima y casi dorada por debajo. La aleta caudal tiene forma cuadrada. Las otras aletas tienen una forma claramente redondeada. La boca es más bien estrecha y está provista en cada esquina de un barbo muy pequeño. El tamaño máximo es de 70 cm, aunque la mayoría de los ejemplares son mucho más pequeños. Un pez récord capturado en 2001 en Inglaterra tenía un peso de 6,89 kg (15 lb 3 oz). Los ojos son pequeños y de color rojo anaranjado.. El dimorfismo sexual está ausente o es débil, limitándose a que las hembras adultas tienen un perfil ventral más convexo en comparación con los machos.
Los machos también pueden poseer un radio externo muy grueso y aplanado en las aletas ventrales. Los machos son generalmente más pequeños que las hembras, pero pueden reconocerse por tener aletas inferiores más curvadas y músculos notables alrededor de la base de las aletas, generalmente ausentes en las hembras[cita requerida]
La tenca tiene escamas muy pequeñas, que están profundamente incrustadas en una piel gruesa, lo que la hace tan resbaladiza como una anguila. Según el folclore, la baba relacionada con la resbalosidad curaba a cualquier pez enfermo que se frotara contra ella, y de esta creencia surgió el nombre de pez médico.

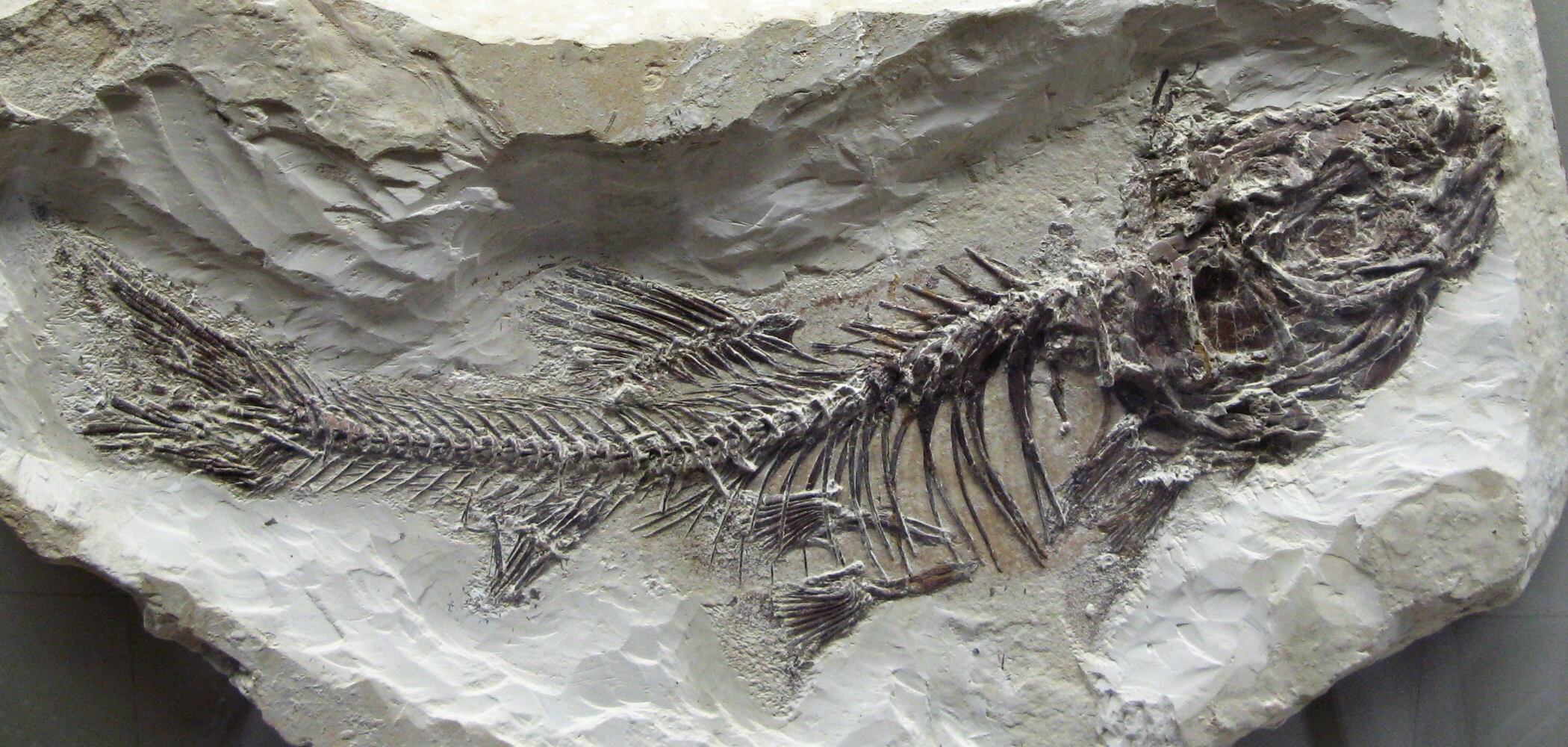
Fósil de Tenca (Tinca), ejemplar adulto con impresiones de escamas, albergado en el Museo am Löwentor, Stuttgart.

## Otras características
Es un pez muy común que distribuye por la mayor parte de Europa; en origen, era un pez europeo. Esta presente prácticamente en toda Europa, a excepción de Grecia, Dalmacia, las tierras altas escocesas, el norte de Escandinavia, la península de Crimea y las islas mediterráneas y en Asia templado occidental. En algunos países, como Italia, la tenca no es nativa, sino que fue introducida por los humanos allí.

Su interés en pesca deportiva ha provocado su introducción en cursos de agua de Chile, Australia, Nueva Zelanda, África, Norteamérica, sudeste asiático y recientemente en Brasil.
Posee gran interés en acuicultura: según la Organización de Productores Piscicultores (OPP) la producción europea en el año 2000 alcanzó casi 1500 Tm, correspondiendo a Francia 700 Tm (70,4%), seguida por España con 160 Tm (16,1%), 116 Tm en Alemania (12,0%) y Bélgica con apenas 15 Tm (1,5%).
Anualmente quince municipios de la Mancomunidad Tajo-Salor (Cáceres) celebran el "Día de la Tenca". Su primera edición tuvo lugar en Navas del Madroño en 1989.

## Taxonomía
La tenca recibió por primera vez un nombre científico en 1758; Carlos Linneo, el fundador del sistema de clasificación, la mencionó con el nombre de Cyprinus tinca. En 1764, el género Tinca fue introducido por el zoólogo francés François Alexandre Pierre de Garsault con la tenca como única especie. La tenca se aísla sistemáticamente y en 1878 el ictiólogo estadounidense David Starr Jordan estableció la subfamilia Tincinae para especies y géneros. 
Tinca se clasificaba antiguamente en la subfamilia Leuciscinae con otros pequeños peces euroasiáticos, pero estudios filogenéticos más recientes de 2009, han apoyado que pertenezca a su propia familia Tincidae. La base de datos científica de peces Catalog of Fishes  ahora incluye a los Tincidae, así como a las otras antiguas subfamilias de Cyprinidae, como familias independientes.
Esta filogenia se puede representar mediante este cladograma:
|  | Psilorhynchidae                                             |
|  |                                                             |
|  | Cyprinidae (restringido a la antigua subfamilia Cyprininae) |
|  |                                                             |

|  | Tanichthyidae                                              |
|  |                                                            |
|  | \| \| Leuciscidae \| \| \| \| \| \| Gobionidae \| \| \| \| |
|  |                                                            |
|  | Leuciscidae                                                |
|  |                                                            |
|  | Gobionidae                                                 |
|  |                                                            |

|  | Leuciscidae |
|  |             |
|  | Gobionidae  |
|  |             |

|  | Tanichthyidae                                              |
|  |                                                            |
|  | \| \| Leuciscidae \| \| \| \| \| \| Gobionidae \| \| \| \| |
|  |                                                            |
|  | Leuciscidae                                                |
|  |                                                            |
|  | Gobionidae                                                 |
|  |                                                            |

|  | Leuciscidae |
|  |             |
|  | Gobionidae  |
|  |             |

|  | Tanichthyidae                                              |
|  |                                                            |
|  | \| \| Leuciscidae \| \| \| \| \| \| Gobionidae \| \| \| \| |
|  |                                                            |
|  | Leuciscidae                                                |
|  |                                                            |
|  | Gobionidae                                                 |
|  |                                                            |

|  | Leuciscidae |
|  |             |
|  | Gobionidae  |
|  |             |

|  | Tanichthyidae                                              |
|  |                                                            |
|  | \| \| Leuciscidae \| \| \| \| \| \| Gobionidae \| \| \| \| |
|  |                                                            |
|  | Leuciscidae                                                |
|  |                                                            |
|  | Gobionidae                                                 |
|  |                                                            |

|  | Leuciscidae |
|  |             |
|  | Gobionidae  |
|  |             |

|  | Tanichthyidae                                              |
|  |                                                            |
|  | \| \| Leuciscidae \| \| \| \| \| \| Gobionidae \| \| \| \| |
|  |                                                            |
|  | Leuciscidae                                                |
|  |                                                            |
|  | Gobionidae                                                 |
|  |                                                            |

|  | Leuciscidae |
|  |             |
|  | Gobionidae  |
|  |             |

|  | Tanichthyidae                                              |
|  |                                                            |
|  | \| \| Leuciscidae \| \| \| \| \| \| Gobionidae \| \| \| \| |
|  |                                                            |
|  | Leuciscidae                                                |
|  |                                                            |
|  | Gobionidae                                                 |
|  |                                                            |

|  | Leuciscidae |
|  |             |
|  | Gobionidae  |
|  |             |

|  | Tanichthyidae                                              |
|  |                                                            |
|  | \| \| Leuciscidae \| \| \| \| \| \| Gobionidae \| \| \| \| |
|  |                                                            |
|  | Leuciscidae                                                |
|  |                                                            |
|  | Gobionidae                                                 |
|  |                                                            |

|  | Leuciscidae |
|  |             |
|  | Gobionidae  |
|  |             |

|  | Tanichthyidae                                              |
|  |                                                            |
|  | \| \| Leuciscidae \| \| \| \| \| \| Gobionidae \| \| \| \| |
|  |                                                            |
|  | Leuciscidae                                                |
|  |                                                            |
|  | Gobionidae                                                 |
|  |                                                            |

|  | Leuciscidae |
|  |             |
|  | Gobionidae  |
|  |             |

|  | Tanichthyidae                                              |
|  |                                                            |
|  | \| \| Leuciscidae \| \| \| \| \| \| Gobionidae \| \| \| \| |
|  |                                                            |
|  | Leuciscidae                                                |
|  |                                                            |
|  | Gobionidae                                                 |
|  |                                                            |

|  | Leuciscidae |
|  |             |
|  | Gobionidae  |
|  |             |

|  | Tanichthyidae                                              |
|  |                                                            |
|  | \| \| Leuciscidae \| \| \| \| \| \| Gobionidae \| \| \| \| |
|  |                                                            |
|  | Leuciscidae                                                |
|  |                                                            |
|  | Gobionidae                                                 |
|  |                                                            |

|  | Leuciscidae |
|  |             |
|  | Gobionidae  |
|  |             |

|  | Tanichthyidae                                              |
|  |                                                            |
|  | \| \| Leuciscidae \| \| \| \| \| \| Gobionidae \| \| \| \| |
|  |                                                            |
|  | Leuciscidae                                                |
|  |                                                            |
|  | Gobionidae                                                 |
|  |                                                            |

|  | Leuciscidae |
|  |             |
|  | Gobionidae  |
|  |             |

|  | Tanichthyidae                                              |
|  |                                                            |
|  | \| \| Leuciscidae \| \| \| \| \| \| Gobionidae \| \| \| \| |
|  |                                                            |
|  | Leuciscidae                                                |
|  |                                                            |
|  | Gobionidae                                                 |
|  |                                                            |

|  | Leuciscidae |
|  |             |
|  | Gobionidae  |
|  |             |

|  | Tanichthyidae                                              |
|  |                                                            |
|  | \| \| Leuciscidae \| \| \| \| \| \| Gobionidae \| \| \| \| |
|  |                                                            |
|  | Leuciscidae                                                |
|  |                                                            |
|  | Gobionidae                                                 |
|  |                                                            |

|  | Leuciscidae |
|  |             |
|  | Gobionidae  |
|  |             |

|  | Tanichthyidae                                              |
|  |                                                            |
|  | \| \| Leuciscidae \| \| \| \| \| \| Gobionidae \| \| \| \| |
|  |                                                            |
|  | Leuciscidae                                                |
|  |                                                            |
|  | Gobionidae                                                 |
|  |                                                            |

|  | Leuciscidae |
|  |             |
|  | Gobionidae  |
|  |             |

|  | Tanichthyidae                                              |
|  |                                                            |
|  | \| \| Leuciscidae \| \| \| \| \| \| Gobionidae \| \| \| \| |
|  |                                                            |
|  | Leuciscidae                                                |
|  |                                                            |
|  | Gobionidae                                                 |
|  |                                                            |

|  | Leuciscidae |
|  |             |
|  | Gobionidae  |
|  |             |

|  | Tanichthyidae                                              |
|  |                                                            |
|  | \| \| Leuciscidae \| \| \| \| \| \| Gobionidae \| \| \| \| |
|  |                                                            |
|  | Leuciscidae                                                |
|  |                                                            |
|  | Gobionidae                                                 |
|  |                                                            |

|  | Leuciscidae |
|  |             |
|  | Gobionidae  |
|  |             |

|  | Tanichthyidae                                              |
|  |                                                            |
|  | \| \| Leuciscidae \| \| \| \| \| \| Gobionidae \| \| \| \| |
|  |                                                            |
|  | Leuciscidae                                                |
|  |                                                            |
|  | Gobionidae                                                 |
|  |                                                            |

|  | Leuciscidae |
|  |             |
|  | Gobionidae  |
|  |             |

|  | Tanichthyidae                                              |
|  |                                                            |
|  | \| \| Leuciscidae \| \| \| \| \| \| Gobionidae \| \| \| \| |
|  |                                                            |
|  | Leuciscidae                                                |
|  |                                                            |
|  | Gobionidae                                                 |
|  |                                                            |

|  | Leuciscidae |
|  |             |
|  | Gobionidae  |
|  |             |

|  | Tanichthyidae                                              |
|  |                                                            |
|  | \| \| Leuciscidae \| \| \| \| \| \| Gobionidae \| \| \| \| |
|  |                                                            |
|  | Leuciscidae                                                |
|  |                                                            |
|  | Gobionidae                                                 |
|  |                                                            |

|  | Leuciscidae |
|  |             |
|  | Gobionidae  |
|  |             |

|  | Tanichthyidae                                              |
|  |                                                            |
|  | \| \| Leuciscidae \| \| \| \| \| \| Gobionidae \| \| \| \| |
|  |                                                            |
|  | Leuciscidae                                                |
|  |                                                            |
|  | Gobionidae                                                 |
|  |                                                            |

|  | Leuciscidae |
|  |             |
|  | Gobionidae  |
|  |             |

|  | Tanichthyidae                                              |
|  |                                                            |
|  | \| \| Leuciscidae \| \| \| \| \| \| Gobionidae \| \| \| \| |
|  |                                                            |
|  | Leuciscidae                                                |
|  |                                                            |
|  | Gobionidae                                                 |
|  |                                                            |

|  | Leuciscidae |
|  |             |
|  | Gobionidae  |
|  |             |

|  | Tanichthyidae                                              |
|  |                                                            |
|  | \| \| Leuciscidae \| \| \| \| \| \| Gobionidae \| \| \| \| |
|  |                                                            |
|  | Leuciscidae                                                |
|  |                                                            |
|  | Gobionidae                                                 |
|  |                                                            |

|  | Leuciscidae |
|  |             |
|  | Gobionidae  |
|  |             |

|  | Tanichthyidae                                              |
|  |                                                            |
|  | \| \| Leuciscidae \| \| \| \| \| \| Gobionidae \| \| \| \| |
|  |                                                            |
|  | Leuciscidae                                                |
|  |                                                            |
|  | Gobionidae                                                 |
|  |                                                            |

|  | Leuciscidae |
|  |             |
|  | Gobionidae  |
|  |             |

|  | Tanichthyidae                                              |
|  |                                                            |
|  | \| \| Leuciscidae \| \| \| \| \| \| Gobionidae \| \| \| \| |
|  |                                                            |
|  | Leuciscidae                                                |
|  |                                                            |
|  | Gobionidae                                                 |
|  |                                                            |

|  | Leuciscidae |
|  |             |
|  | Gobionidae  |
|  |             |

|  | Tanichthyidae                                              |
|  |                                                            |
|  | \| \| Leuciscidae \| \| \| \| \| \| Gobionidae \| \| \| \| |
|  |                                                            |
|  | Leuciscidae                                                |
|  |                                                            |
|  | Gobionidae                                                 |
|  |                                                            |

|  | Leuciscidae |
|  |             |
|  | Gobionidae  |
|  |             |

|  | Tanichthyidae                                              |
|  |                                                            |
|  | \| \| Leuciscidae \| \| \| \| \| \| Gobionidae \| \| \| \| |
|  |                                                            |
|  | Leuciscidae                                                |
|  |                                                            |
|  | Gobionidae                                                 |
|  |                                                            |

|  | Leuciscidae |
|  |             |
|  | Gobionidae  |
|  |             |

|  | Tanichthyidae                                              |
|  |                                                            |
|  | \| \| Leuciscidae \| \| \| \| \| \| Gobionidae \| \| \| \| |
|  |                                                            |
|  | Leuciscidae                                                |
|  |                                                            |
|  | Gobionidae                                                 |
|  |                                                            |

|  | Leuciscidae |
|  |             |
|  | Gobionidae  |
|  |             |

|  | Tanichthyidae                                              |
|  |                                                            |
|  | \| \| Leuciscidae \| \| \| \| \| \| Gobionidae \| \| \| \| |
|  |                                                            |
|  | Leuciscidae                                                |
|  |                                                            |
|  | Gobionidae                                                 |
|  |                                                            |

|  | Leuciscidae |
|  |             |
|  | Gobionidae  |
|  |             |

|  | Tanichthyidae                                              |
|  |                                                            |
|  | \| \| Leuciscidae \| \| \| \| \| \| Gobionidae \| \| \| \| |
|  |                                                            |
|  | Leuciscidae                                                |
|  |                                                            |
|  | Gobionidae                                                 |
|  |                                                            |

|  | Leuciscidae |
|  |             |
|  | Gobionidae  |
|  |             |

|  | Tanichthyidae                                              |
|  |                                                            |
|  | \| \| Leuciscidae \| \| \| \| \| \| Gobionidae \| \| \| \| |
|  |                                                            |
|  | Leuciscidae                                                |
|  |                                                            |
|  | Gobionidae                                                 |
|  |                                                            |

|  | Leuciscidae |
|  |             |
|  | Gobionidae  |
|  |             |

|  | Tanichthyidae                                              |
|  |                                                            |
|  | \| \| Leuciscidae \| \| \| \| \| \| Gobionidae \| \| \| \| |
|  |                                                            |
|  | Leuciscidae                                                |
|  |                                                            |
|  | Gobionidae                                                 |
|  |                                                            |

|  | Leuciscidae |
|  |             |
|  | Gobionidae  |
|  |             |

|  | Tanichthyidae                                              |
|  |                                                            |
|  | \| \| Leuciscidae \| \| \| \| \| \| Gobionidae \| \| \| \| |
|  |                                                            |
|  | Leuciscidae                                                |
|  |                                                            |
|  | Gobionidae                                                 |
|  |                                                            |

|  | Leuciscidae |
|  |             |
|  | Gobionidae  |
|  |             |

|  | Psilorhynchidae                                             |
|  |                                                             |
|  | Cyprinidae (restringido a la antigua subfamilia Cyprininae) |
|  |                                                             |

|  | Tanichthyidae                                              |
|  |                                                            |
|  | \| \| Leuciscidae \| \| \| \| \| \| Gobionidae \| \| \| \| |
|  |                                                            |
|  | Leuciscidae                                                |
|  |                                                            |
|  | Gobionidae                                                 |
|  |                                                            |

|  | Leuciscidae |
|  |             |
|  | Gobionidae  |
|  |             |

|  | Tanichthyidae                                              |
|  |                                                            |
|  | \| \| Leuciscidae \| \| \| \| \| \| Gobionidae \| \| \| \| |
|  |                                                            |
|  | Leuciscidae                                                |
|  |                                                            |
|  | Gobionidae                                                 |
|  |                                                            |

|  | Leuciscidae |
|  |             |
|  | Gobionidae  |
|  |             |

|  | Tanichthyidae                                              |
|  |                                                            |
|  | \| \| Leuciscidae \| \| \| \| \| \| Gobionidae \| \| \| \| |
|  |                                                            |
|  | Leuciscidae                                                |
|  |                                                            |
|  | Gobionidae                                                 |
|  |                                                            |

|  | Leuciscidae |
|  |             |
|  | Gobionidae  |
|  |             |

|  | Tanichthyidae                                              |
|  |                                                            |
|  | \| \| Leuciscidae \| \| \| \| \| \| Gobionidae \| \| \| \| |
|  |                                                            |
|  | Leuciscidae                                                |
|  |                                                            |
|  | Gobionidae                                                 |
|  |                                                            |

|  | Leuciscidae |
|  |             |
|  | Gobionidae  |
|  |             |

|  | Tanichthyidae                                              |
|  |                                                            |
|  | \| \| Leuciscidae \| \| \| \| \| \| Gobionidae \| \| \| \| |
|  |                                                            |
|  | Leuciscidae                                                |
|  |                                                            |
|  | Gobionidae                                                 |
|  |                                                            |

|  | Leuciscidae |
|  |             |
|  | Gobionidae  |
|  |             |

|  | Tanichthyidae                                              |
|  |                                                            |
|  | \| \| Leuciscidae \| \| \| \| \| \| Gobionidae \| \| \| \| |
|  |                                                            |
|  | Leuciscidae                                                |
|  |                                                            |
|  | Gobionidae                                                 |
|  |                                                            |

|  | Leuciscidae |
|  |             |
|  | Gobionidae  |
|  |             |

|  | Tanichthyidae                                              |
|  |                                                            |
|  | \| \| Leuciscidae \| \| \| \| \| \| Gobionidae \| \| \| \| |
|  |                                                            |
|  | Leuciscidae                                                |
|  |                                                            |
|  | Gobionidae                                                 |
|  |                                                            |

|  | Leuciscidae |
|  |             |
|  | Gobionidae  |
|  |             |

|  | Tanichthyidae                                              |
|  |                                                            |
|  | \| \| Leuciscidae \| \| \| \| \| \| Gobionidae \| \| \| \| |
|  |                                                            |
|  | Leuciscidae                                                |
|  |                                                            |
|  | Gobionidae                                                 |
|  |                                                            |

|  | Leuciscidae |
|  |             |
|  | Gobionidae  |
|  |             |

|  | Tanichthyidae                                              |
|  |                                                            |
|  | \| \| Leuciscidae \| \| \| \| \| \| Gobionidae \| \| \| \| |
|  |                                                            |
|  | Leuciscidae                                                |
|  |                                                            |
|  | Gobionidae                                                 |
|  |                                                            |

|  | Leuciscidae |
|  |             |
|  | Gobionidae  |
|  |             |

|  | Tanichthyidae                                              |
|  |                                                            |
|  | \| \| Leuciscidae \| \| \| \| \| \| Gobionidae \| \| \| \| |
|  |                                                            |
|  | Leuciscidae                                                |
|  |                                                            |
|  | Gobionidae                                                 |
|  |                                                            |

|  | Leuciscidae |
|  |             |
|  | Gobionidae  |
|  |             |

|  | Tanichthyidae                                              |
|  |                                                            |
|  | \| \| Leuciscidae \| \| \| \| \| \| Gobionidae \| \| \| \| |
|  |                                                            |
|  | Leuciscidae                                                |
|  |                                                            |
|  | Gobionidae                                                 |
|  |                                                            |

|  | Leuciscidae |
|  |             |
|  | Gobionidae  |
|  |             |

|  | Tanichthyidae                                              |
|  |                                                            |
|  | \| \| Leuciscidae \| \| \| \| \| \| Gobionidae \| \| \| \| |
|  |                                                            |
|  | Leuciscidae                                                |
|  |                                                            |
|  | Gobionidae                                                 |
|  |                                                            |

|  | Leuciscidae |
|  |             |
|  | Gobionidae  |
|  |             |

|  | Tanichthyidae                                              |
|  |                                                            |
|  | \| \| Leuciscidae \| \| \| \| \| \| Gobionidae \| \| \| \| |
|  |                                                            |
|  | Leuciscidae                                                |
|  |                                                            |
|  | Gobionidae                                                 |
|  |                                                            |

|  | Leuciscidae |
|  |             |
|  | Gobionidae  |
|  |             |

|  | Tanichthyidae                                              |
|  |                                                            |
|  | \| \| Leuciscidae \| \| \| \| \| \| Gobionidae \| \| \| \| |
|  |                                                            |
|  | Leuciscidae                                                |
|  |                                                            |
|  | Gobionidae                                                 |
|  |                                                            |

|  | Leuciscidae |
|  |             |
|  | Gobionidae  |
|  |             |

|  | Tanichthyidae                                              |
|  |                                                            |
|  | \| \| Leuciscidae \| \| \| \| \| \| Gobionidae \| \| \| \| |
|  |                                                            |
|  | Leuciscidae                                                |
|  |                                                            |
|  | Gobionidae                                                 |
|  |                                                            |

|  | Leuciscidae |
|  |             |
|  | Gobionidae  |
|  |             |

|  | Tanichthyidae                                              |
|  |                                                            |
|  | \| \| Leuciscidae \| \| \| \| \| \| Gobionidae \| \| \| \| |
|  |                                                            |
|  | Leuciscidae                                                |
|  |                                                            |
|  | Gobionidae                                                 |
|  |                                                            |

|  | Leuciscidae |
|  |             |
|  | Gobionidae  |
|  |             |

|  | Tanichthyidae                                              |
|  |                                                            |
|  | \| \| Leuciscidae \| \| \| \| \| \| Gobionidae \| \| \| \| |
|  |                                                            |
|  | Leuciscidae                                                |
|  |                                                            |
|  | Gobionidae                                                 |
|  |                                                            |

|  | Leuciscidae |
|  |             |
|  | Gobionidae  |
|  |             |

|  | Tanichthyidae                                              |
|  |                                                            |
|  | \| \| Leuciscidae \| \| \| \| \| \| Gobionidae \| \| \| \| |
|  |                                                            |
|  | Leuciscidae                                                |
|  |                                                            |
|  | Gobionidae                                                 |
|  |                                                            |

|  | Leuciscidae |
|  |             |
|  | Gobionidae  |
|  |             |

|  | Tanichthyidae                                              |
|  |                                                            |
|  | \| \| Leuciscidae \| \| \| \| \| \| Gobionidae \| \| \| \| |
|  |                                                            |
|  | Leuciscidae                                                |
|  |                                                            |
|  | Gobionidae                                                 |
|  |                                                            |

|  | Leuciscidae |
|  |             |
|  | Gobionidae  |
|  |             |

|  | Tanichthyidae                                              |
|  |                                                            |
|  | \| \| Leuciscidae \| \| \| \| \| \| Gobionidae \| \| \| \| |
|  |                                                            |
|  | Leuciscidae                                                |
|  |                                                            |
|  | Gobionidae                                                 |
|  |                                                            |

|  | Leuciscidae |
|  |             |
|  | Gobionidae  |
|  |             |

|  | Tanichthyidae                                              |
|  |                                                            |
|  | \| \| Leuciscidae \| \| \| \| \| \| Gobionidae \| \| \| \| |
|  |                                                            |
|  | Leuciscidae                                                |
|  |                                                            |
|  | Gobionidae                                                 |
|  |                                                            |

|  | Leuciscidae |
|  |             |
|  | Gobionidae  |
|  |             |

|  | Tanichthyidae                                              |
|  |                                                            |
|  | \| \| Leuciscidae \| \| \| \| \| \| Gobionidae \| \| \| \| |
|  |                                                            |
|  | Leuciscidae                                                |
|  |                                                            |
|  | Gobionidae                                                 |
|  |                                                            |

|  | Leuciscidae |
|  |             |
|  | Gobionidae  |
|  |             |

|  | Tanichthyidae                                              |
|  |                                                            |
|  | \| \| Leuciscidae \| \| \| \| \| \| Gobionidae \| \| \| \| |
|  |                                                            |
|  | Leuciscidae                                                |
|  |                                                            |
|  | Gobionidae                                                 |
|  |                                                            |

|  | Leuciscidae |
|  |             |
|  | Gobionidae  |
|  |             |

|  | Tanichthyidae                                              |
|  |                                                            |
|  | \| \| Leuciscidae \| \| \| \| \| \| Gobionidae \| \| \| \| |
|  |                                                            |
|  | Leuciscidae                                                |
|  |                                                            |
|  | Gobionidae                                                 |
|  |                                                            |

|  | Leuciscidae |
|  |             |
|  | Gobionidae  |
|  |             |

|  | Tanichthyidae                                              |
|  |                                                            |
|  | \| \| Leuciscidae \| \| \| \| \| \| Gobionidae \| \| \| \| |
|  |                                                            |
|  | Leuciscidae                                                |
|  |                                                            |
|  | Gobionidae                                                 |
|  |                                                            |

|  | Leuciscidae |
|  |             |
|  | Gobionidae  |
|  |             |

|  | Tanichthyidae                                              |
|  |                                                            |
|  | \| \| Leuciscidae \| \| \| \| \| \| Gobionidae \| \| \| \| |
|  |                                                            |
|  | Leuciscidae                                                |
|  |                                                            |
|  | Gobionidae                                                 |
|  |                                                            |

|  | Leuciscidae |
|  |             |
|  | Gobionidae  |
|  |             |

|  | Tanichthyidae                                              |
|  |                                                            |
|  | \| \| Leuciscidae \| \| \| \| \| \| Gobionidae \| \| \| \| |
|  |                                                            |
|  | Leuciscidae                                                |
|  |                                                            |
|  | Gobionidae                                                 |
|  |                                                            |

|  | Leuciscidae |
|  |             |
|  | Gobionidae  |
|  |             |

|  | Tanichthyidae                                              |
|  |                                                            |
|  | \| \| Leuciscidae \| \| \| \| \| \| Gobionidae \| \| \| \| |
|  |                                                            |
|  | Leuciscidae                                                |
|  |                                                            |
|  | Gobionidae                                                 |
|  |                                                            |

|  | Leuciscidae |
|  |             |
|  | Gobionidae  |
|  |             |

|  | Tanichthyidae                                              |
|  |                                                            |
|  | \| \| Leuciscidae \| \| \| \| \| \| Gobionidae \| \| \| \| |
|  |                                                            |
|  | Leuciscidae                                                |
|  |                                                            |
|  | Gobionidae                                                 |
|  |                                                            |

|  | Leuciscidae |
|  |             |
|  | Gobionidae  |
|  |             |

|  | Tanichthyidae                                              |
|  |                                                            |
|  | \| \| Leuciscidae \| \| \| \| \| \| Gobionidae \| \| \| \| |
|  |                                                            |
|  | Leuciscidae                                                |
|  |                                                            |
|  | Gobionidae                                                 |
|  |                                                            |

|  | Leuciscidae |
|  |             |
|  | Gobionidae  |
|  |             |

|  | Tanichthyidae                                              |
|  |                                                            |
|  | \| \| Leuciscidae \| \| \| \| \| \| Gobionidae \| \| \| \| |
|  |                                                            |
|  | Leuciscidae                                                |
|  |                                                            |
|  | Gobionidae                                                 |
|  |                                                            |

|  | Leuciscidae |
|  |             |
|  | Gobionidae  |
|  |             |

|  | Tanichthyidae                                              |
|  |                                                            |
|  | \| \| Leuciscidae \| \| \| \| \| \| Gobionidae \| \| \| \| |
|  |                                                            |
|  | Leuciscidae                                                |
|  |                                                            |
|  | Gobionidae                                                 |
|  |                                                            |

|  | Leuciscidae |
|  |             |
|  | Gobionidae  |
|  |             |

## Reproducción
Es un pez de aguas templadas cuyas procesos reproductivos se desencadenan a temperaturas superiores a los 18 °C. La puesta, que puede llegar a alcanzar un peso superior al 10% del peso de vivo de la hembra, está compuesta por huevos de pequeño tamaño, en torno a 1 mm de diámetro y una cantidad de unos 2000 huevos por kilogramo de pez. Su envoltura exterior está cubierta de una película adherente que permite su fijación a la vegetación acuática, donde permanecen anclados hasta que termina la incubación, proceso que puede durar de 3 a 5 días según la temperatura del agua.

## Tenca dorada
La tenca dorada, una variedad de tenca criada artificialmente, es un pez ornamental muy popular en los estanques. Su color varía del dorado pálido al rojo oscuro, y algunos peces tienen manchas negras o rojas en los flancos y las aletas. Aunque se parece en cierto modo a la carpa dorada, al tener las escamas tan pequeñas, su calidad es bastante diferente.

## Parásitos y enfermedades
Los parásitos típicos de las tencas son los nematodos (Raphidascaris acus) y los cangrejos parásitos (Ergasilus megaceros y Ergasilus sieboldi), así como Valipora campylancristrota y Proteocephalidae en estado larvario. Una amenaza importante para muchas poblaciones de tencas es la pudrición de las branquias (Branchiomyces ssp.). Los tremátodos afectan principalmente a los animales jóvenes. La ascitis infecciosa es menos común.

## Importancia económica
La tenca es un pez comestible que se cocina en recetas de la misma manera  en que se cocina la carpa, pero hoy en día se consume poco. Es un pez de carne apreciada, presa de pescadores deportivos y no deportivos, así como objeto de cría en acuicultura. Su sabor está muy influenciado por el entorno en el que vive.
Es un pez de bajura muy popular en la pesca con caña en ríos, lagos y canales.
La tenca, sobre todo la dorada, también se cría como pez ornamental en estanques, ya que se alimenta en el fondo y contribuye a mantener limpios y sanos los cursos de agua.

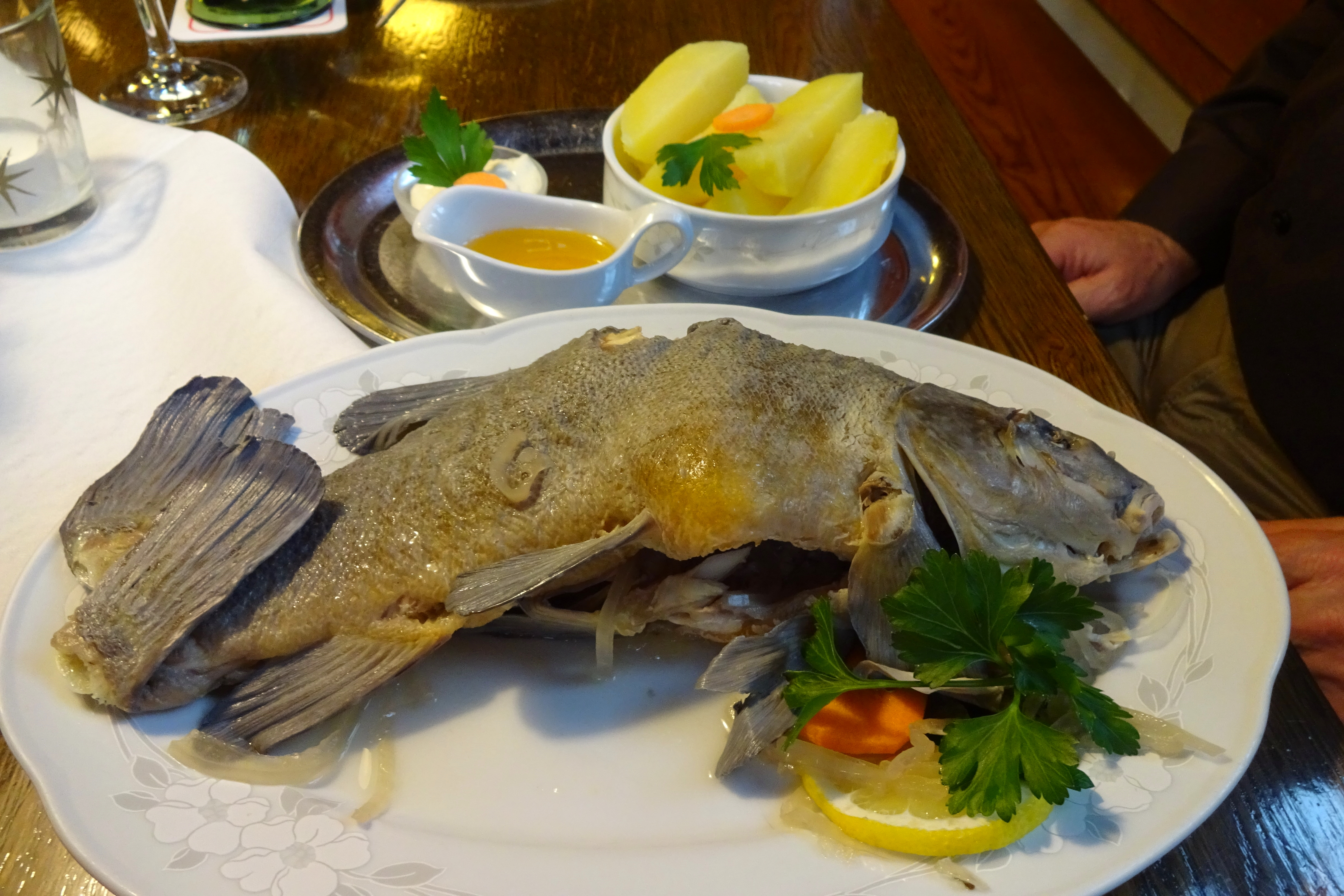
Tenca cocida con guarnición de patatas cocidas, mantequilla líquida y rábano picante. Fotografiado en el bosquecillo Fischküche en Möhrendorf, Baviera, Alemania.

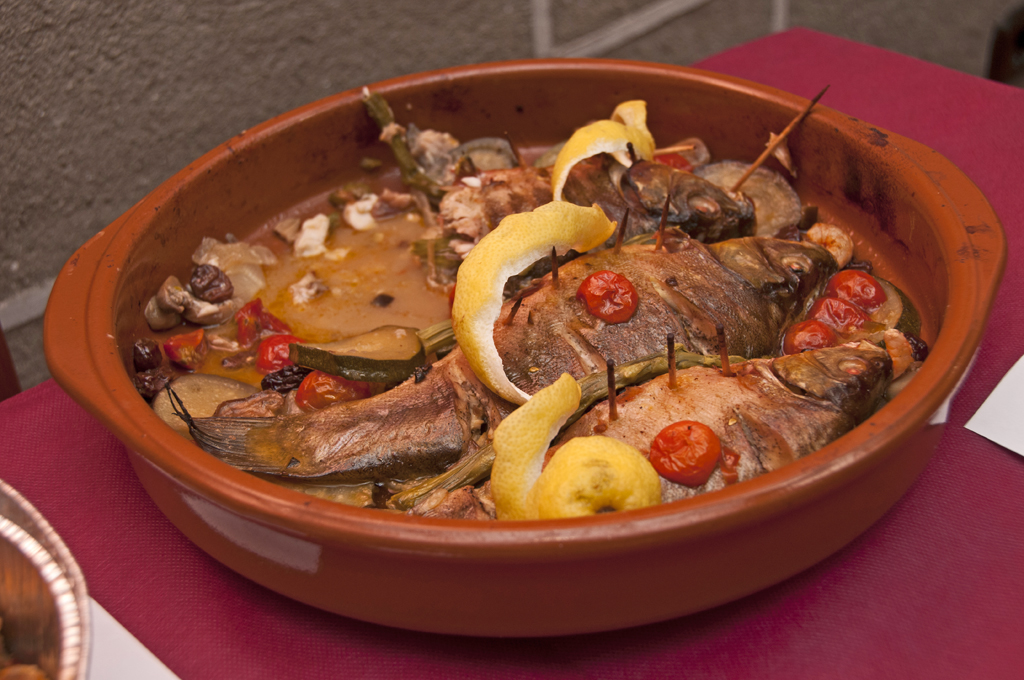
Plato de tenca en Cáceres preparado en una fiesta.

## Pesca de tencas

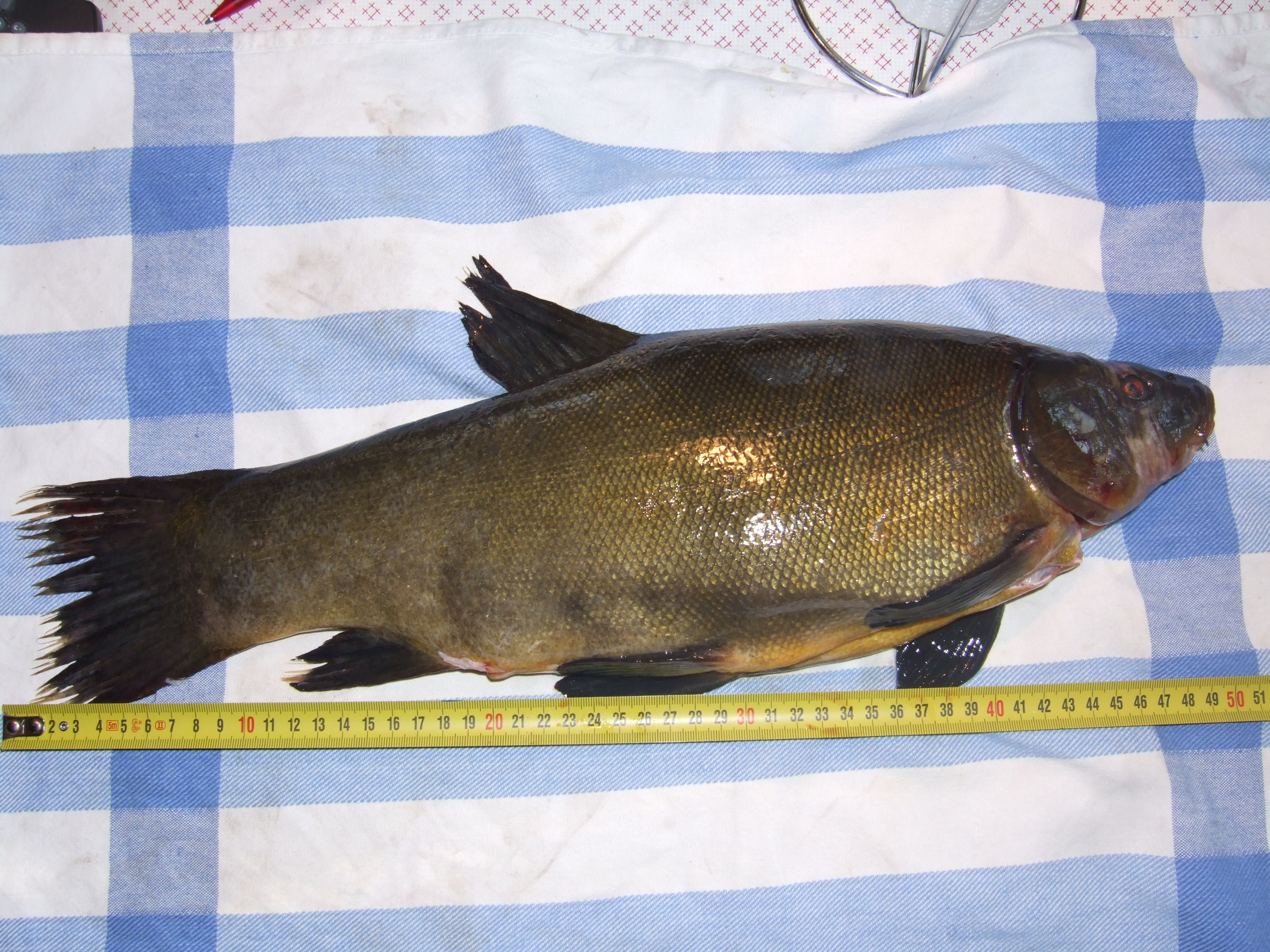
Medición de una tenca pescada.

Las tencas, al igual que la carpa, son peces deportivos populares entre los pescadores de caña. Si la carpa y la tenca se encuentran juntas como peces de stock en un cuerpo de agua cerrado, ambas especies a menudo entran en competencia directa entre sí por el alimento. Las carpas más activas pueden hacer retroceder a la población de tencas cuando el suministro de alimentos es escaso. La tenca robusta, junto con la carpa cruciana, tiene la menor necesidad de oxígeno y es la única especie de pez en algunas aguas como, por ejemplo, estanques rurales, cuevas de arcilla, páramos y estanques forestales con mucha maleza.
Se considera que las tencas son extremadamente cautelosas a la hora de alimentarse y en muchas aguas sólo buscan activamente comida por la noche o en tiempo nublado y con niebla. Durante el día, las tencas, tímidas a la luz, a menudo se esconden inmóviles en las plantas submarinas. Cuando buscan comida, las tencas a menudo se dan a conocer en pequeños grupos por el ascenso de burbujas de gas de pantano mientras hurgan en el barro. Las tencas se capturan mejor al amanecer y al anochecer, cerca de cañaverales, nenúfares u otros cuerpos de agua con mucha maleza, con cebos de animales, como gusanos de estiércol, carne de mejillón, gusanos, ruedas, camarones, etc. La preferencia por el alimento animal se debe al intestino corto de las tencas y al peor aprovechamiento de los alimentos vegetales. El compost y el humus de lombriz tienen un fuerte efecto atrayente sobre las tencas. Los cebos vegetales incluyen maíz, masa , pan blanco y, al igual que en la pesca de carpas, mini Boilies (cebos esféricos con nutrientes y productos aromáticos ). Durante los meses de verano, cuando hay mucha comida, las tencas suelen picar con mucha vacilación y cautela y, en la pesca con flotador ultraligero, se las burla principalmente mediante el método de elevación. Las tencas son conocidas por causar a menudo sólo picaduras muy finas y apenas perceptibles y por jugar indecisas con el cebo.
Sin embargo, en primavera (la mejor época es marzo, hasta que florece el espino ), las picaduras de las tencas suelen ser muy violentas y bruscas, ya que los animales tienen mucha hambre después de los áridos meses de invierno, que suelen pasar completamente en hibernación, a diferencia de las carpas y otros pescados blancos. . En lagos de cantera más profundos con sólo pequeñas franjas costeras cubiertas de plantas, las tencas son generalmente menos territoriales y leales a su ubicación, muestran patrones de comportamiento que difieren de los de los lagos naturales poco profundos y deambulan por el agua en sus rutas de alimentación. Aquí se pueden esperar picaduras a cualquier hora del día.

## Cultivo en acuicultura
Es una especie muy interesante desde el punto de vista de la acuicultura: según la Organización de Piscicultores, la producción europea en 2000 alcanzó casi 1.500 toneladas, correspondiendo el 70,4% (700 t) a Francia, el 16,1% (160 t) a España y el 12% a Alemania. (116 toneladas).
El cultivo de tencas se practica en España desde la Edad Media y aún quedan lugares donde los métodos de cultivo se mantienen iguales desde hace tres siglos. Es un pescado popular en la mayoría de los mercados europeos, pero principalmente en la región española de Extremadura. Hay referencias históricas a la predilección por la tenca del emperador Carlos V (1519-1556).